# Phil Lynott

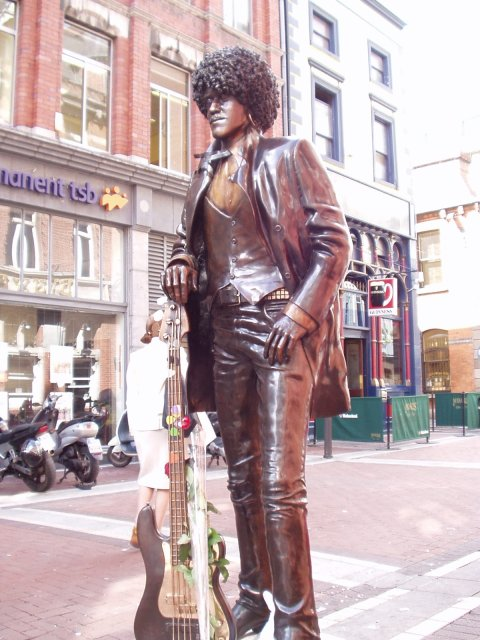
Socha v Dublinu

Philip Parris Lynott (20. srpna 1949, West Bromwich – 4. ledna 1986, Salisbury) byl irský zpěvák, instrumentalista, skladatel a člen rockové skupiny Thin Lizzy. Jeho otec byl černý Guayanec a matka Irka.
V roce 1969 v Dublinu založil skupinu Thin Lizzy. Phil ve skupině působil jako zpěvák a baskytarista. První velký hit skupiny byl tradicional „Whiskey In The Jar“. Mezinárodní úspěch měla i skladba „The Boys Are Back In Town“.
Phil byl ovlivněn muzikanty jako Jimi Hendrix, Elvis Presley, The Mamas and the Papas, Van Morrison či Janis Joplinová.
Na štědrý den 1985, během velké oslavy ve svém domě v Richmondu, upadl po předávkovaní heroinem do bezvědomí a byl převezen do nemocnice v Salisbury, kde mu diagnostikovali sepsi. Po převozu na jednotku intenzivní péče dopoledne 4. ledna 1986 zemřel ve věku 36 let na selhání srdce, ledvin a zápal plic. Bývalí Philovi spoluhráči na jeho počest uspořádali 17. května 1986 v Dublinu koncert, kde Philovy party zpíval Bob Geldof.
Phil je pochován na hřbitově St. Fintan's Cemetery v Dublinu.
19. srpna 2005 odhalili Philovi na jeho oblíbené ulici Grafton Street v Dublinu sochu. O den později se uskutečnil koncert, na kterém krom jiných vystoupil i jeho někdejší spoluhráč Gary Moore.

## Diskografie

### Sólová kariéra

#### Studiová alba
- Solo in Soho (1980)
- The Philip Lynott Album (1982)

#### Koncertní alba
- Live in Sweden 1983 (2001)

#### EP
- The Lost Recording 1970 (2006)

#### Kompilace
- Yellow Pearl (2010)

#### Single
- „Parisienne Walkways“ / „Fanatical Fascists“ (Gary Moore & Phil Lynott) (Back on the Streets, 1979)
- „Spanish Guitar“ (Gary Moore & Phil Lynott) (Back on the Streets, 1979)
- „Dear Miss Lonely Hearts“ (Solo in Soho, 1980)
- „King's Call“ (Solo in Soho, 1980)
- „Yellow Pearl“ (Top of the Pops theme) (Solo in Soho, 1981)
- „Together“ (The Philip Lynott Album, 1982)
- „Old Town“ (The Philip Lynott Album, 1982)
- „Out in the Fields“ / „Military Man“ / „Still in Love with You“ (Gary Moore & Phil Lynott) (Run for Cover, 1985)
- „Nineteen“ (1985)

### Thin Lizzy

#### Studiová alba
- Thin Lizzy (1971)
- Shades of a Blue Orphanage (1972)
- Vagabonds of the Western World (1973)
- Nightlife (1974)
- Fighting (1975)
- Jailbreak (1976)
- Johnny the Fox (1976)
- Bad Reputation (1977)
- Black Rose: A Rock Legend (1979)
- Chinatown (1980)
- Renegade (1981)
- Thunder and Lightning (1983)

### The Greedies
- „A Merry Jingle“ (singl, 1979)

### Rockers
- „We Are the Boys!“ (singl, 1983)

### The Crowd
- „You'll Never Walk Alone“ / „Messages“ (1985)